# John Ton
John Ton, geboren Jan Cornelis Ton (Akersloot, 30 mei 1826 – Chicago, 4 juni 1896), is een in Nederland geboren mensenrechtenactivist die streed voor afschaffing van de slavernij. Hij speelde in Illinois een rol in de Underground Railroad, een smokkeltraject voor ontsnapte slaven.

## Biografie
Ton werd geboren in het Noord-Hollandse dorp Akersloot. Hij emigreerde in 1849 met een groep Nederlanders op zoek naar een beter leven in Amerika. De groep vestigde zich 20 kilometer ten zuiden van Chicago op een plek die zij "High Prairie" noemden, thans Roseland. In 1853 trouwde hij met Aggie Vander Syde, ook een Nederlandse immigrant en zij kregen samen 14 kinderen.

### Slavernij
Kort na zijn vestiging in Amerika balanceerde het land op de rand van een burgeroorlog vanwege de slavernijkwestie. Illinois was een broeinest grenzend aan de zuidelijke Staten die de slavernij in stand wilden houden. Leiders als Abraham Lincoln streden voor de afschaffing van de slavernij. Vanuit een goede sociale positie voelde Ton grote solidariteit met de slaven en hij spande zich in voor afschaffing van de slavernij. Hij sloot zich aan bij de abolitionisten, samen met onder anderen Cornelis Kuyper, Charles Dyer en de broers Charles en Henry Dalton. Samen zorgden zij voor een aansluiting op de Underground Railroad. Vluchtende slaven konden zich schuilhouden in de boerderijen van deze personen totdat zij verder konden reizen naar een ander veilig onderkomen of per boot naar Canada.
Na de burgeroorlog, in 1867, verkocht John zijn boerderij aan de rivier Calumet en verhuisde hij naar een wijk in het noorden van Roseland met de naam Fernwood. Hij bezat 160.000 m2 land (8 stadsblokken) ten noorden van 103rd street en ten westen van Wentworth. Hij doneerde het westelijke deel van zijn land aan Chicago & Eastern Illinois Railroad zodat er een forensenspoorlijn naar Chicago aangelegd kon worden. In 1893 bouwde hij een huis in Nederlands-victoriaanse stijl gelegen te 316 West 103rd Street. Hij overleed op 6 april 1896 en is begraven op het Mt. Greenwoodkerkhof.